# LPGA Tour 2000
Navigation
Édition précédente Édition suivante
Le LPGA Tour 2000 est la cinquantième-et-unième édition du Ladies Professional Golf Association Tour (LPGA), circuit professionnel féminin de golf, qui se déroule du 13 janvier 2000 au 13 novembre 2000. Axée sur les États-Unis, la LPGA a entrepris la tenue de tournois hors du continent américain ces dernières saisons, ainsi cette saison voit des tournois programmés en Australie, en France, au Canada, en Angleterre et au Japon. Cette cinquantième-et-unième édition de ce circuit permet de proposer un certain nombre de tournois professionnels destinés aux femmes en dehors des compétitions amateurs. La volonté de la professionnalisation des golfeuses leur permet désormais de gagner de l'argent en jouant au golf.
Cette saison comporte trente-six tournois, soit deux de moins qu'en 1999, auxquels sont insérées des dotations financières en fonction du résultat de la golfeuse. Quatre de ces tournois sont considérés comme « tournoi majeur » - le Championnat Nabisco, le Championnat de la LPGA, l'Open américain et le Classique du Maurier - et sont considérés comme les plus prestigieux et difficiles à remporter.
L'Australienne Karrie Webb est désignée « Joueuse de l'année de la LPGA » (« Player of the Year ») pour la seconde fois de sa carrière et remporte le classement des gains avec un montant record de 1 876 853 $ de gains en gagnant sept victoires dont deux tournois majeurs : le Championnat Nabisco et l'Open américain. Les deux autres tournois majeurs sont remportés par Juli Inkster (Championnat de la LPGA) et Meg Mallon (Classique du Maurier). Enfin, le « Trophée Vare » récompensant la golfeuse ayant la moyenne de score la plus basse de la saison est également remporté par Karrie Webb pour la troisième fois.

## Histoire
Pour l'organisation de cette cinquantième-et-unième édition, la majorité des tournois se disputent aux États-Unis mais quatre tournois sont programmés hors des États-Unis. Comme la saison précédente, la LPGA décide d'organiser des tournois hors des frontières des États-Unis avec la tenue de tournois programmés en Australie, en France, au Canada, en Angleterre et au Japon. La majorité des joueuses sont des golfeuses principalement américaines professionnelles et amateures mais la LPGA intègre quelques années des golfeuses étrangères. Le calendrier fait débuter la saison par « The Office Depot » remporté par Karrie Webb. Au cours de cette saison, les non-américaines sont aussi nombreuses que les Américaines à remporter les tournois depuis la création de la LPGA.
L'Australienne Karrie Webb est désignée « Joueuse de l'année de la LPGA » (« Player of the Year ») pour la seconde fois de sa carrière et remporte le classement des gains avec un montant record de 1 876 853 $ de gains en gagnant sept victoires dont deux tournois majeurs : le Championnat Nabisco et l'Open américain. Les deux autres tournois majeurs sont remportés par Juli Inkster (Championnat de la LPGA) et Meg Mallon (Classique du Maurier).

## Participantes à la saison LPGA 2000
Les participantes ont deux statuts. Certaines sont devenues professionnelles mais de nombreuses amateures prennent également part aux tournois sans toutefois pouvoir recevoir le montant des gains en raison de leur statut.
| Participantes         | Participantes         | Participantes     | Participantes       | Participantes    |
| Professionnelles      | Professionnelles      | Professionnelles  | Professionnelles    | Professionnelles |
| --------------------- | --------------------- | ----------------- | ------------------- | ---------------- |
| Kristi Albers         | Dina Ammaccapane      | Jean Bartholomew  | Heather Bowie       | Brandie Burton   |
| Jane Crafter          | Stefania Croce        | Diana D'Alessio   | Beth Daniel         | Laura Davies     |
| Dorothy Delasin       | Laura Diaz            | Helen Dobson      | Wendy Doolan        | Amy Fruhwirth    |
| Akiko Fukushima       | Vicki Goetze-Ackerman | Sophie Gustafson  | Rachel Hetherington | Maria Hjorth     |
| Pat Hurst             | Juli Inkster          | Becky Iverson     | Jang Jeong          | Christa Johnson  |
| Cathy Johnston-Forbes | Rosie Jones           | Lorie Kane        | Laurel Kean         | Cristie Kerr     |
| Mi Hyun Kim           | Betsy King            | Carin Koch        | Kelli Kuehne        | Jenny Lidback    |
| Meg Mallon            | Janice Moodie         | Liselotte Neumann | Se Ri Pak           | Grace Park       |
| Dottie Pepper         | Michele Redman        | Kelly Robbins     | Kim Saiki           | Nancy Scranton   |
| Annika Sörenstam      | Jan Stephenson        | Wendy Ward        | Karrie Webb         |                  |
| Amateures             |                       |                   |                     |                  |
| Aree Song Wongluekiet |                       |                   |                     |                  |

## Classements saison 2000

### Tableau des gains («Money list»)
Le tableau ci-dessous est le classement des golfeuses par gains obtenus sur cette saison 2000. Le classement par gains est remporté par l'Australienne Karrie Webb avec 1 876 853 $ remportés.
| Cla. | Golfeuses        | Gains       | Victoires |
| ---- | ---------------- | ----------- | --------- |
| 1    | Karrie Webb      | 1 876 853 $ |           |
| 2    | Annika Sörenstam | 1 404 948 $ |           |
| 3    | Meg Mallon       | 1 146 360 $ |           |
| 4    | Juli Inkster     | 980 330 $   |           |
| 5    | Lorie Kane       | 929 189 $   |           |
| 6    | Pat Hurst        | 840 161 $   |           |
| 7    | Mi Hyun Kim      | 825 720 $   |           |
| 8    | Dottie Pepper    | 786 695 $   |           |
| 9    | Rosie Jones      | 643 054 $   |           |
| 10   | Michele Redman   | 585 694 $   |           |
| 11   | Laura Davies     | 557 158 $   |           |
| 12   | Se Ri Pak        | 550 376 $   |           |
| 13   | Sophie Gustafson | 544 390 $   |           |
| 14   | Janice Moodie    | 534 833 $   |           |
| 15   | Cristie Kerr     | 530 751 $   |           |

### Trophée Vare («Vare Trophy»)
Le tableau ci-dessous est le classement des golfeuses par scores les plus bas sur cette saison 2000.
| Cla. | Golfeuses   | Moyenne |
| ---- | ----------- | ------- |
| 1    | Karrie Webb |         |